# Systenus sinensis
Systenus sinensis är en tvåvingeart som beskrevs av Yang och Stephen D. Gaimari 2004. Systenus sinensis ingår i släktet Systenus och familjen styltflugor.
Artens utbredningsområde är Yunnan (Kina). Inga underarter finns listade i Catalogue of Life.